# Дубровский, Георгий Константинович
Дубровский Георгий Константинович (род. 21 марта 2000, Уфа) — российский хоккеист, вратарь клуба «Торос.
Воспитанник уфимской СДЮШОР системы «Салавата Юлаева». В первенстве России в составе «Салавата Юлаева» за команды 1999 и 2000 годов рождения провёл 137 матчей, пропустил 237 шайб. В 2015—2016 вызывался в молодёжную сборную России на Кубок Президентского спортивного клуба (юноши 2000 г.р.), также — в состав сборной на зимние юношеские Олимпийские игры в Лиллехаммере, но на лед в официальных матчах турнира не выходил (команда завоевала бронзовые медали). В МХЛ — с 2016 года. В чемпионате 2017—2018 в составе уфимского «Толпара» принял участие в семи матчах, пропустил 10 шайб.
Летом 2018 года был обменян на нападающего клуба МХЛ «Омские ястребы» 22-летнего Артура Лауту. Тренер омичей Юрий Панов тогда высоко оценил перспективы молодого голкипера, отметив, что он станет одним из основных вратарей команды. За два сезона в «Ястребах» провел 82 игры. В мае 2020 года «Авангард» сделал голкиперу квалификационное предложение, а затем — заключил с ним контракт.
В августе 2020 принимал участие в предсезонных играх «Авангарда» и турнире имени Николая Пучкова. В течение сезона вратарь был заявлен за основной состав команды лишь в четырех играх и ни разу не выходил на лед в официальных матчах, оставаясь в запасе. В январе 2021 перешёл в клуб УХЛ киевский «Сокол». При этом, права на хоккеиста в системе КХЛ/ВХЛ остались у «Авангарда». Дебют за украинскую команду состоялся 30 января 2021 года в матче 30-го тура УХЛ «Краматорск» — «Сокол» (1:3). Дубровский отразил 31 бросок и пропустил одну шайбу.